# Arivivis
Arivivis è un'espressione della lingua lombarda, probabilmente derivante dalla locuzione latina alea vivis (dadi vivi, letteralmente dado ai vivi).
Indica la ripresa di un'attività, o meglio di un gioco, a seguito di un'interruzione temporanea prodotta dal termine contrario arimortis comunemente abbreviato in «arimo».